# CEPT1
CEPT1 był standardem opracowanym przez Europejską konferencję Poczty i Telekomunikacji. Dotyczył on wideoteksu. 
Opublikowano go w maju 1981 r. pod numerem T/CD 06-01. 
CEPT1 został zastąpiony standardem teletekstu. 
Dokument T/CD 06-01 można znaleźć wśród dokumentów ETSI pod numerem ETS 300 072.